# Зауэр, Август
Август Зауэр (нем. August Sauer; 12 октября 1855 — 17 сентября 1926) — австрийский историк литературы.
Профессор в Граце и Праге. Из его многочисленных работ выделяются: «Joachim Wilhelm von Brawe, der Schüler Lessings» (1878); «Studien zur Goethe-Philologie» (с Минором, 1880); «Frauenbilder aus der Blütezeit der deutschen Litteratur» (1885).